# غمار صلب
غمار صلب (الاسم العلمي:Gammarus solidus) هو نوع من المفصليات يتبع جنس الغمار من الفصيلة الغمارية.